# Jenny Sjöwall
Jenny Christina Sjöwall (Nor, 17 de agosto de 1971) es una deportista sueca que compitió en tiro con arco, en la modalidad de arco recurvo.
Ganó una medalla de plata en el Campeonato Mundial de Tiro con Arco al Aire Libre de 1989 y tres medallas en el Campeonato Europeo de Tiro con Arco al Aire Libre entre los años 1990 y 1998.
Participó en tres Juegos Olímpicos de Verano, ocupando el quinto lugar en Seúl 1988 (individual), el quinto en Barcelona 1992 (equipo) y el séptimo en Atlanta 1996 (equipo).

## Palmarés internacional
| Campeonato Mundial al Aire Libre | Campeonato Mundial al Aire Libre | Campeonato Mundial al Aire Libre | Campeonato Mundial al Aire Libre |
| Año                              | Lugar                            | Medalla                          | Prueba                           |
| -------------------------------- | -------------------------------- | -------------------------------- | -------------------------------- |
| 1989                             | Lausana (Suiza)                  | Medalla de plata                 | Equipo                           |
| Campeonato Europeo al Aire Libre |                                  |                                  |                                  |
| Año                              | Lugar                            | Medalla                          | Prueba                           |
| 1990                             | Barcelona (España)               | Medalla de plata                 | Equipo                           |
| 1992                             | La Valeta (Malta)                | Medalla de plata                 | Equipo                           |
| 1998                             | Boé/Agen (Francia)               | Medalla de bronce                | Equipo                           |